# اچ‌ام‌اس فولمینانته (۱۷۹۸)
اچ‌ام‌اس فولمینانته (۱۷۹۸) (به انگلیسی: HMS Fulminante (1798)) یک کشتی است.